# Inglorious
Inglorious ist eine englische Hard-Rock-Band aus London. Die Band steht bei Frontiers Records unter Vertrag und hat bislang vier Studioalben und ein Coveralbum veröffentlicht.

## Geschichte
Die Band wurde im Februar 2014 von dem Sänger Nathan James, dem Gitarristen Wil Taylor, dem Bassisten Colin Parkinson und dem Schlagzeuger Phil Beaver gegründet. James sang zuvor beim Trans Siberian Orchestra sowie für den Gitarristen Uli Jon Roth. Im Jahre 2012 nahm er an der TV-Castingshow Superstar teil und belegte dort den fünften Platz. Colin Parkinson und Phil Beaver spielten schon seit vielen Jahren zusammen in verschiedenen Bands. Die Suche nach einem zweiten Gitarristen erwies sich zunächst als schwierig. Ein schwedischer Freund von Nathan James schlug daraufhin Andreas Eriksson vor, der zuvor unter dem Pseudonym Andy Zäta bei der Band Crazy Lixx spielte. Ein über die Plattform YouTube hochgeladenes Video ihrer Coverversion des Deep-Purple-Liedes Burn brachte der Band einen Vertrag mit Frontiers Records ein.
Inglorious begann daraufhin mit den Arbeiten an ihrem Debütalbum. Nachdem sich die Musiker mit verschiedenen Produzenten trafen, entschlossen sie sich, das Album selbst zu produzieren. Die Band mietete ein Haus in Buckinghamshire an und nahm das Album unter Livebedingungen auf. Das selbstbetitelte Album Inglorious erschien am 19. Februar 2016 und stieg auf Platz 45 der britischen und Platz 91 der Schweizer Albumcharts ein. Die Band spielte auf dem Download-Festival. Am 12. Mai 2017 folgte das von Kevin Shirley produzierte zweite Albums Inglorious II, dass Platz 22 der britischen, Platz 53 der Schweizer und Platz 93 der deutschen Albumcharts erreichte. Nach Fertigstellung des Albums verließ Wil Taylor die Band und wurde durch Drew Love ersetzt. Inglorious spielten auf den Festivals Hellfest, Copenhell und dem Graspop Metal Meeting.
2018 spielte die Band auf dem Sweden Rock Festival, ehe im Oktober des Jahres die Gitarristen Andreas Eriksson und Drew Love sowie der Bassist Colin Parkinson die Band verließen. Nachfolger wurden die Gitarristen Danny Dela Cruz und Dan Stevens, während der Brasilianer Vinnie Colla den Bass übernahm. Am 25. Januar 2019 erschien das dritte Studioalbum Ride to Nowhere, dass ebenfalls von Kevin Shirley produziert wurde. Ride to Nowhere erreichte Platz 42 der Schweizer und Platz 57 der britischen Albumcharts. Da die Band im Jahre 2020 wegen der COVID-19-Pandemie nicht touren konnte schrieben die Musiker stattdessen neue Lieder. Am 12. Februar 2021 veröffentlichten Inglorious ihr viertes Studioalbum We Will Ride, dass von Romesh Gogandoda produziert wurde. We Will Ride erreichte Platz 87 der deutschen, Platz 16 der Schweizer und Platz 63 der britischen Albumcharts.
Am 10. September 2021 veröffentlichte die Band das Album Heroine, auf dem die Band elf ursprünglich von Frauen gesungene Lieder covert. Die Auswahl fiel auf Whitney Houston, Heart, Miley Cyrus, Tina Turner („Nutbush City Limits“), Evanescence („Bring Me to Life“), Christina Aguilera („Fighter“), Avril Lavigne („I’m with You“), Joan Jett, Halestorm, Cyndi Lauper („Time After Time“) und Alanis Morissette („Uninvited“). Von jedem im Webshop der Band verkauften Exemplar spendete die Band ein Pfund Sterling an die Wohltätigkeitsorganisation Women’s Aid.

## Stil
James Christopher Monger von Allmusic beschrieb die Band als eine Mischung aus Classic Rock und Blues und nannte Inspiratoren wie Deep Purple, Led Zeppelin, Whitesnake, Bad Company, Aerosmith und die Rolling Stones. Sänger Nathan James nennt David Coverdale, Paul Rodgers und Freddie Mercury sowie Glenn Hughes als seine Vorbilder und Einflüsse.

## Diskografie

### Studioalben
| Jahr | Titel Musiklabel                             | Höchstplatzierung, Gesamtwochen, AuszeichnungChartplatzierungen (Jahr, Titel, Musiklabel, Platzierungen, Wochen, Auszeichnungen, Anmerkungen) | Höchstplatzierung, Gesamtwochen, AuszeichnungChartplatzierungen (Jahr, Titel, Musiklabel, Platzierungen, Wochen, Auszeichnungen, Anmerkungen) | Höchstplatzierung, Gesamtwochen, AuszeichnungChartplatzierungen (Jahr, Titel, Musiklabel, Platzierungen, Wochen, Auszeichnungen, Anmerkungen) | Anmerkungen                                         |
| Jahr | Titel Musiklabel                             | DE | CH | UK | Anmerkungen                                         |
| ---- | -------------------------------------------- | --- | --- | --- | --------------------------------------------------- |
| 2016 | Inglorious Frontiers Records                 | — | CH91 (1 Wo.)CH | UK45 (1 Wo.)UK | Erstveröffentlichung: 19. Februar 2016              |
| 2017 | Inglorious II Frontiers Records              | DE95 (1 Wo.)DE | CH53 (1 Wo.)CH | UK22 (1 Wo.)UK | Erstveröffentlichung: 12. Mai 2017                  |
| 2019 | Ride to Nowhere Frontiers Records            | — | CH42 (1 Wo.)CH | UK57 (1 Wo.)UK | Erstveröffentlichung: 25. Januar 2019               |
| 2021 | We Will Ride Frontiers Records               | DE87 (1 Wo.)DE | CH16 (1 Wo.)CH | UK63 (1 Wo.)UK | Erstveröffentlichung: 12. Februar 2021              |
| 2021 | Heroine Frontiers Records                    | — | CH72 (1 Wo.)CH | — | Erstveröffentlichung: 10. September 2021 Coveralbum |
| 2022 | MMXXI: Live at the Phoenix Frontiers Records | — | — | — | Erstveröffentlichung: 8. April 2022 Livealbum       |
| 2025 | V Frontiers Records                          | — | — | — | Erstveröffentlichung: 6. Juni 2025                  |

### Musikvideo
- 2015: Until I Die
- 2016: Holy Water
- 2017: I Don’t Need Your Loving
- 2017: Taking the Blame
- 2017: Change Is Coming
- 2018: Where Are You Now?
- 2020: She Won’t Let You Go
- 2021: Midnight Sky